# Берсани, Джанфранко
Джанфранко Берсани (итал. Gianfranco Bersani; 2 января 1919, Болонья — 19 декабря 1965, Болонья) — итальянский баскетболист. Участник летних Олимпийских игр 1948 года.

## Биография
Джанфранко Берсани родился 2 января 1919 года в итальянском городе Болонья.
В 1936—1953 годах на протяжении всей карьеры играл за «Виртус» из Болоньи. В его составе четыре раза становился чемпионом Италии (1946—1949).
В 1947 году дебютировал в сборной Италии.
В 1948 году вошёл в состав сборной Италии по баскетболу на летних Олимпийских играх в Лондоне, занявшей 17-е место. Провёл 5 матчей, набрал 15 очков (5 в матче со сборной Уругвая, по 4 — с Венгрией и Ираком, 2 — с Канадой).
В 1951 году участвовал в чемпионате Европы в Париже, где итальянцы заняли 5-е место.
В 1947—1952 годах провёл за сборную Италии 24 матча, набрал 45 очков.
Умер 19 декабря 1965 года в Болонье.

## Семья
Жена — Флориза Руджери (1921—2012), итальянская баскетболистка.